# Гудермесское газонефтяное месторождение
Гудермесское — газонефтяное месторождение в России. Расположено в Чечне, в 30 км к югу от города Гудермес. Открыто в 1936 году.
Нефтегазоносность связана с отложениями неогенового и мелового возрастов. Запасы нефти 0,1 млрд тонн. Плотность нефти составляет 0,850 г/см³ или 34° API. Содержание серы составляет 0,3 %. Содержание парафина составляет 1 %.
Газонефтяное месторождение относится к Северо-Кавказской нефтегазоносной провинции.
Оператором месторождения является российская нефтяная компания Роснефть.